# Warwickshire
Warwickshire [ˈwɒrɪkʃər, -ʃɪər] ist eine Grafschaft im mittleren England mit einer Fläche von 1975 km². Die Hauptstadt ist Warwick. An Warwickshire grenzen die Grafschaften Staffordshire und Leicestershire im Norden, Northamptonshire im Osten, Oxfordshire und Gloucestershire im Süden und Worcestershire im Westen. Das Metropolitan County West Midlands ragt wie ein Keil aus dem Westen nach Warwickshire hinein.
Warwickshire ist in die Distrikte North Warwickshire, Nuneaton and Bedworth, Rugby, Stratford-on-Avon und Warwick unterteilt. Historisch gehörten auch Coventry, Solihull und Birmingham zu Warwickshire. Jedoch wurden diese 1974 Teil des Metropolitan County West Midlands.
Die größten Städte sind (Stand 2004): Nuneaton (77.500 Einwohner), Rugby (62.100), Leamington Spa (42.300) und Bedworth (32.500).
Der größte Teil der Bevölkerung lebt im Norden und in der Mitte der Grafschaft. Der Norden ist traditionell industriell geprägt (Kohlenminen, Textilindustrie, Zementwerke und Maschinenbau).
Der südliche Teil der Grafschaft ist in weiten Teilen ländlich geprägt und nur spärlich besiedelt; es gibt keine größeren Städte.
Früher war ein großer Teil des westlichen Warwickshire einschließlich derjenigen Gebiete, die heute zu Birmingham und West Midlands gehören, von dem Wald von Arden (Forest of Arden) bedeckt. Aus diesem Grund enden viele Ortsnamen im nordwestlichen Teil von Warwickshire auf die Endung „-in-Arden“. Der größte Teil dieses Waldes wurde vom 17. bis 19. Jahrhundert abgeholzt, um Brennstoff für die Industrialisierung zu liefern.

## Geschichte
Im 8. und 9. Jahrhundert war das heutige Gebiet von Warwickshire ein Teil des Königreichs Mercia. Im späten 9. Jahrhundert endete dieses Königreich und 874 wurden große Teile von Mercia (das östliche Warwickshire) an die dänischen Eroberer durch König Alfreds Vertrag mit dem dänischen Anführer Guthrum abgetreten. Watling Street im Nordwesten Warwickshires wurde die Grenze zwischen Danelag im Osten und dem sehr verkleinerten Mercia im Westen. Außerdem gab es eine Grenze zum Königreich Wessex im Süden.
Wegen seiner Lage zwischen den Grenzen zweier Königreiche musste Warwickshire eine Verteidigung gegen die Gefahr einer dänischen Invasion schaffen. Diese Aufgabe wurde von Ethelfleda, „Lady of the Mercians“ und Tochter von König Alfred ausgeführt, die für die Errichtung der ersten Teile 
des Warwick Castle verantwortlich war. Verteidigungsanlagen gegen die Dänen wurde auch in Tamworth (Tamworth Castle) errichtet.
Bis zum 11. Jahrhundert kam es regelmäßig zu Kämpfen zwischen Dänen und Sachsen. Wegen seiner Burg wurde Warwick zu einem lebhaften Marktort und kraftvollen Zentrum im Königreich Mercia. Im frühen 11. Jahrhundert wurden neue Grenzen innerhalb von Mercia gezogen und Warwickshire wurde zu dem Land, das von Warwick verwaltet wurde.
Der erste urkundlich nachgewiesene Gebrauch des Namens Warwickshire datiert aus dem Jahre 1001.
Die 1633 erbaute Windmühle Chesterton ist bis heute erhalten und eins der bekanntesten Wahrzeichen der Grafschaft. Im englischen Bürgerkrieg im 17. Jahrhundert fand die Schlacht von Edgehill (1642) in Warwickshire, nahe der Grenze zu Oxfordshire, statt.

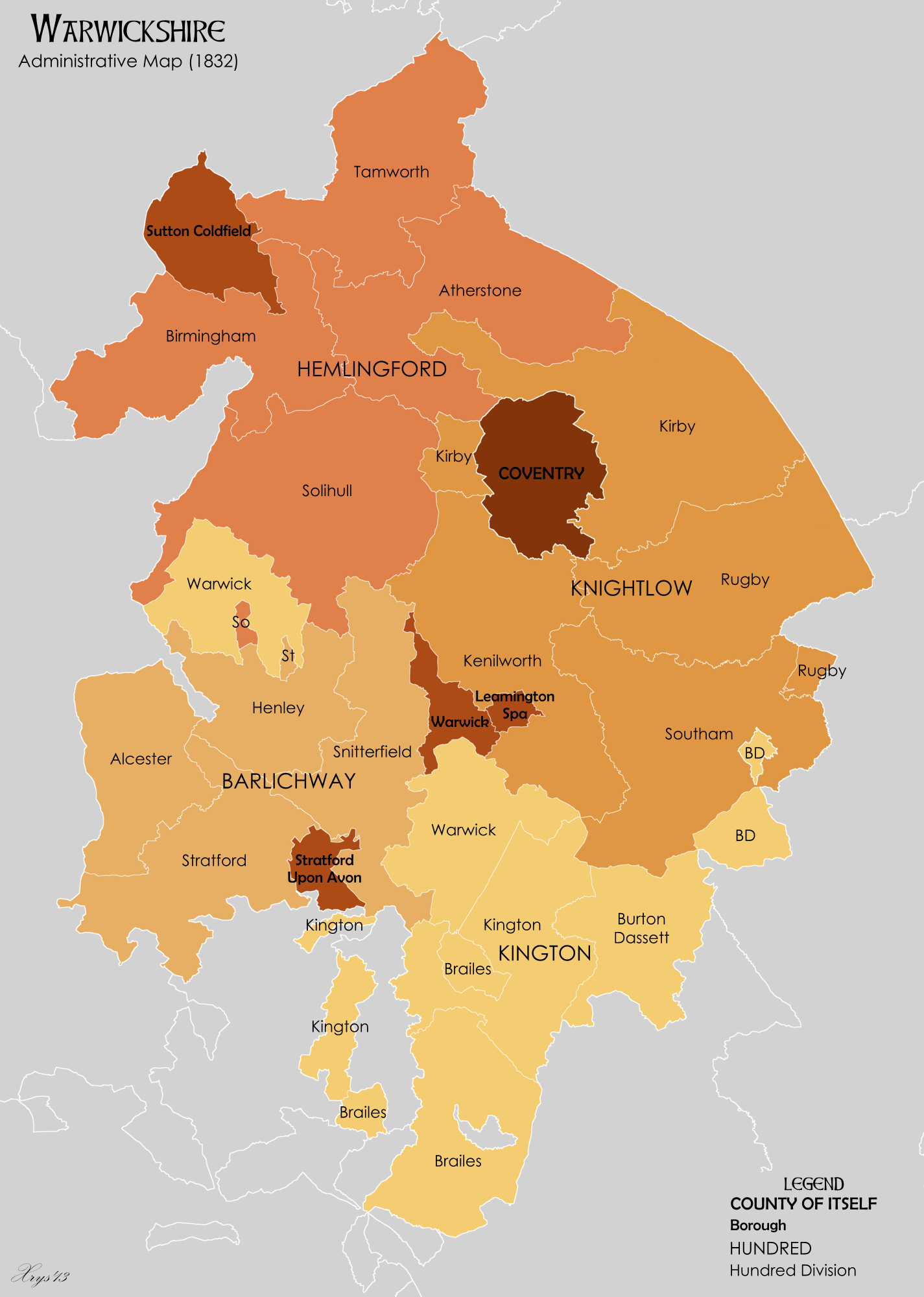
Verwaltungsgliederung Warwickshires 1832

Während des 18. und 19. Jahrhunderts wurde Warwickshire zu einer der führenden industriellen Grafschaften. Die Kohlenminen im nördlichen Warwickshire gehörten zu den produktivsten des Landes und beförderten den industriellen Wachstum von Coventry und Birmingham.
Städte wie Nuneaton, Bedworth und Rugby wurden ebenfalls industrialisiert. In Rugby kreuzten sich zwei wichtige Eisenbahnlinien, die zum Schlüsselfaktor des industriellen Wachstums von Rugby wurden.
Am Ende des 19. Jahrhunderts waren Birmingham und Coventry große Industriestädte, so dass die Verwaltungsgrenzen geändert werden mussten. 1889 wurde die Verwaltungsgrafschaft Warwickshire gebildet und Coventry und Birmingham wurden zu County Boroughs. Später wurde auch Solihull ein County Borough. Diese Boroughs blieben Teil der traditionellen Grafschaft Warwickshire, die sich in das Gebiet von Worcestershire erweiterte, als Birmingham einige Orte aus Worcestershire eingliederte.
Diese Situation bestand bis 1974, als Coventry und Birmingham aus der Grafschaft Warwickshire herausgelöst wurden und mit Teilen von Staffordshire und Worcestershire Teil des neuen Metropolitan County West Midlands wurden.

## Städte

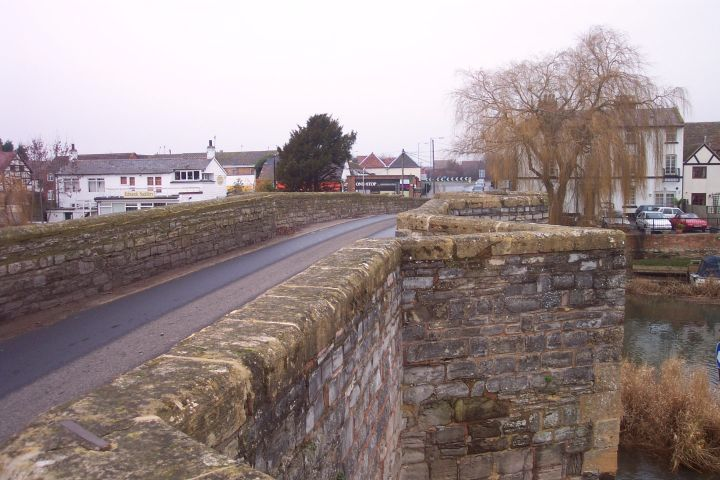
Brücke vor Bidford-on-Avon

- Alcester, Alveston, Atherstone, Austrey
- Baginton, Bedworth, Bidford-on-Avon, Binley Woods, Brinklow, Bulkington
- Chesterton, Churchover, Coleshill
- Dunchurch
- Flecknoe
- Gaydon
- Harbury, Henley-in-Arden
- Ilmington
- Kenilworth, Kineton, Kingsbury
- Lapworth, Long Compton, Long Lawford
- Napton on the Hill, Nuneaton
- Polesworth, Preston on Stour
- Quinton
- Radway, Ratley, Leamington Spa, Rugby, Ryton-on-Dunsmore
- Shipston-on-Stour, Southham, Stratford-upon-Avon, Stretton-on-Dunsmore, Studley
- Tysoe
- Upper Tysoe
- Warwick, Welford-on-Avon, Wellesbourne, Whitnash, Winderton

## Sehenswürdigkeiten
- Anne Hathaway's Cottage, Wohnort von Anne Hathaway
- Arbury Hall
- Brinklow Castle
- British Motor Museum
- Chesterton Windmill
- Coombe Abbey
- Coventry-Kanal
- Draycote Water
- Grand-Union-Kanal
- Holy Trinity Church, Stratford-upon-Avon
- Ladywalk Reserve
- Kenilworth Castle
- Kingsbury Water Park
- Mary Arden's House
- New Place
- Oxford-Kanal
- Packwood House
- Ragley Hall
- River Avon
- Rollright Stones wenige Meter südlich der Grenze in Oxfordshire
- Royal Shakespeare Theatre
- Rugby School
- Stoneleigh Abbey
- Upton House
- Warwick Castle